# Lâu đài Krásný Dvůr

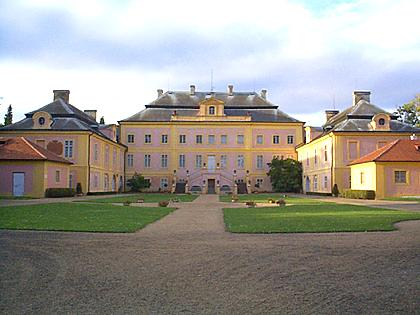
Krásný Dvůr

Krásný Dvůr (tiếng Đức: Schönhof) là lâu đài kiến trúc Baroque nằm ở phía bắc Bohemia, Cộng hòa Séc. Công trình có diện tích 250 mẫu Anh (1,0 km2), công viên cảnh quan kiểu Anh và một khu vườn lấy cảm hứng từ Versailles.

## Lịch sử
Từ thế kỉ 14, theo những ghi chép đầu tiên về Krasný Dvůr, lâu đài thuộc sở hữu của rất nhiều gia đình quý tộc khác nhau (ví dụ Kolowrats). Vào giữa thế kỉ 17, Bá tước Hermann Czernin von und zu Chudenitz mua lại lâu đài và bắt đầu công cuộc tái xây dựng toàn bộ theo kết cấu biệt thự thời Phục hưng trên địa điểm của một thành trì mang kiến trúc Gothic do Jan Maštovský của Kolovraty xây dựng vào cuối thế kỷ 16.
Dự án tái xây dựng này thực hiện bởi kiến trúc sư nổi tiếng người Séc František Maxmilián Kaka và chịu ảnh hưởng rõ rệt của kiến trúc Pháp; việc xây dựng tiếp tục từ năm 1720 đến năm 1724. Cuối thế kỉ 18, các toà lâu đài bắt đầu có những sự thay đổi rõ rệt (năm 1783 người ta cho xây dựng nhà nguyện, năm 1791–1792 xây dựng mái vòm và cầu thang)

## Buổi triển lãm

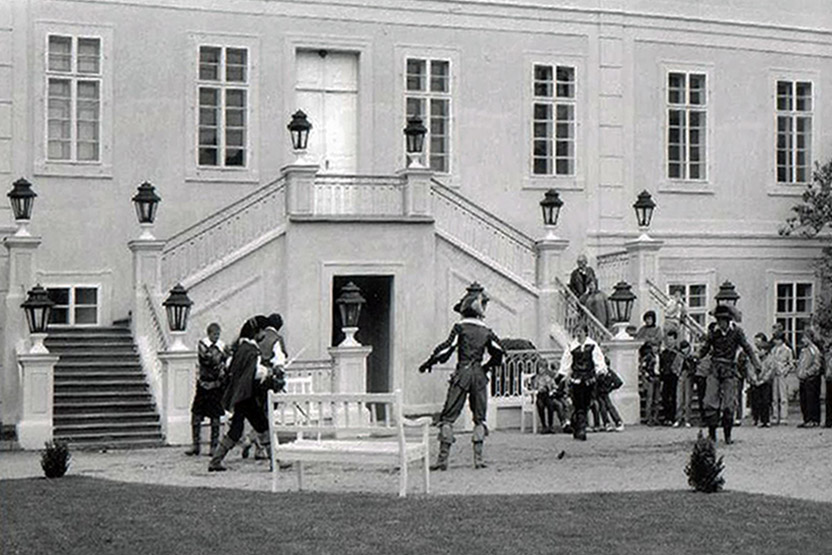
Đấu kiếm

Những tác phẩm nổi tiếng và có giá trị của những nghệ sĩ người Séc và Châu Âu (một số bức nổi tiếng nhất là Petr Brandl, Karel Škréta, Ludvík Kohl, Joseph Bergler, Filip Kristian Benthum, Kristian Brand, Élisabeth Vigée-Lebrun và một số bức khác) và một số tác phẩm nghệ thuật đồ họa, đồ sứ, sành sứ, thủy tinh, đất nung, đồng hồ, lò sưởi Adam nguyên bản, đồ nội thất, sản phẩm của thợ thủ công nổi tiếng trong lịch sử ra mắt với công chúng tại mười tám phòng trưng bày. Một số bộ sưu tập chuyên đề đáng chú ý (ví dụ như một tuyển tập tranh ảnh Baroque phong phú về các bức chân dung chó của nghệ sĩ Petr Václav) cũng xuất hiện tại đây.
Công viên ở Krásný Dvůr với diện tích lên tới 250 mẫu Anh (1,0 km2), thành lập vào năm 1783–1793 bởi Johann Rudolf Czernin von und zu Chudenitz. Ông là người mang khuynh hướng yêu thực vật và có cuộc hành trình vòng quanh Tây Âu vào năm 1799. Công viên được dựng lên với sự chủ đạo là phong cảnh thiên nhiên bao trùm các toàn nhà, một phong cách được du nhập từ Anh. Bố cục chung của công viên cảnh quan dựa trực tiếp vào điều kiện của cảnh quan tự nhiên, không phải do con người tạo ra. Công viên Lâu đài Krásný Dvůr là bằng chứng sinh động của trường phái tư tưởng này.
Dưới góc độ thụ mộc học, bạn có thể tìm thấy hàng trăm loài cây đa dạng về hình thái và môi trường sống. Một số cây sồi, chi Cử, chanh, chi Kẹn, Platanus, chi Phong và chi Tống quán sủ mọc ở đó. Quan trọng nhất trong số đó là cây sồi Goethe một nghìn tuổi (ngày nay chỉ còn phần thân) được xếp vào hàng những cây cổ nhất ở Cộng hòa Séc. Tiến sâu vào trong công viên, chúng ta sẽ thấy Đền Pan, Obelisk, một tấm bảng tưởng niệm có khắc tên của những người có tầm ảnh hưởng đã đến thăm công viên. Phía đông của lâu đài, khu vườn kiểu Pháp, ao cùng với lượng lớn thủy tùng được tôn tạo với vẻ ngoài bắt mắt.

## Trong phim
Lâu đài được Jiří Menzel sử dụng làm địa điểm quay bộ phim "End of Old Times" ("Konec starých časů", 1989), dựa trên một cuốn tiểu thuyết năm 1934 của Vladislav Vančura.